# Famille Pindemonte
 (juillet 2024).
La famille Pindemonte, anciennement appelée Pinamonti, est une famille patricienne de Venise, originaire de Pistoia, mais muta à Vérone ensuite.

## Historique
Le patriarche de cette famille serait un Giovanni Pindemonte, juge véronais attesté en 1325. Depuis 1410, les Pindemonte appartiennent du Conseil noble de leur ville. En 1654, les frères Giovanni et Giacomo obtiennent du duc de Mantoue, Charles II de Mantoue, la dignité de Marquis, transmissible à tous les mâles aînés. Avec diplôme du 15 juin 1657, Giovanni reçoit de l'impératrice Eleonora le titre de historiographe impérial; le 15 novembre 1679, le Sénat vénitien l'honore avec l'attribution du rang de chevalier de l'Ordre des Chevaliers de Saint-Marc.
Les Pindemonte s'agrègent au patriciat vénitien au crépuscule de la Sérénissime en 1782. Ils obtiennent la confirmation de la noblesse par Résolution Souveraine du 18 décembre 1817 et la reconnaissance du titre de marquis par R.S. du 25 août 1820. Cette branche, décorée du rang de marquis et inscrit au Livre d'or, hérita du nom de famille Rezzonico de la famille homonyme de Côme, en devenant Pindemonte Rezzonico.
Une seconde branche, membre de l'aristocratie véronaise depuis 1409, est confirmée dans sa noblesse par R.S. du 12 octobre 1818 et 19 novembre 1820.

## Armes

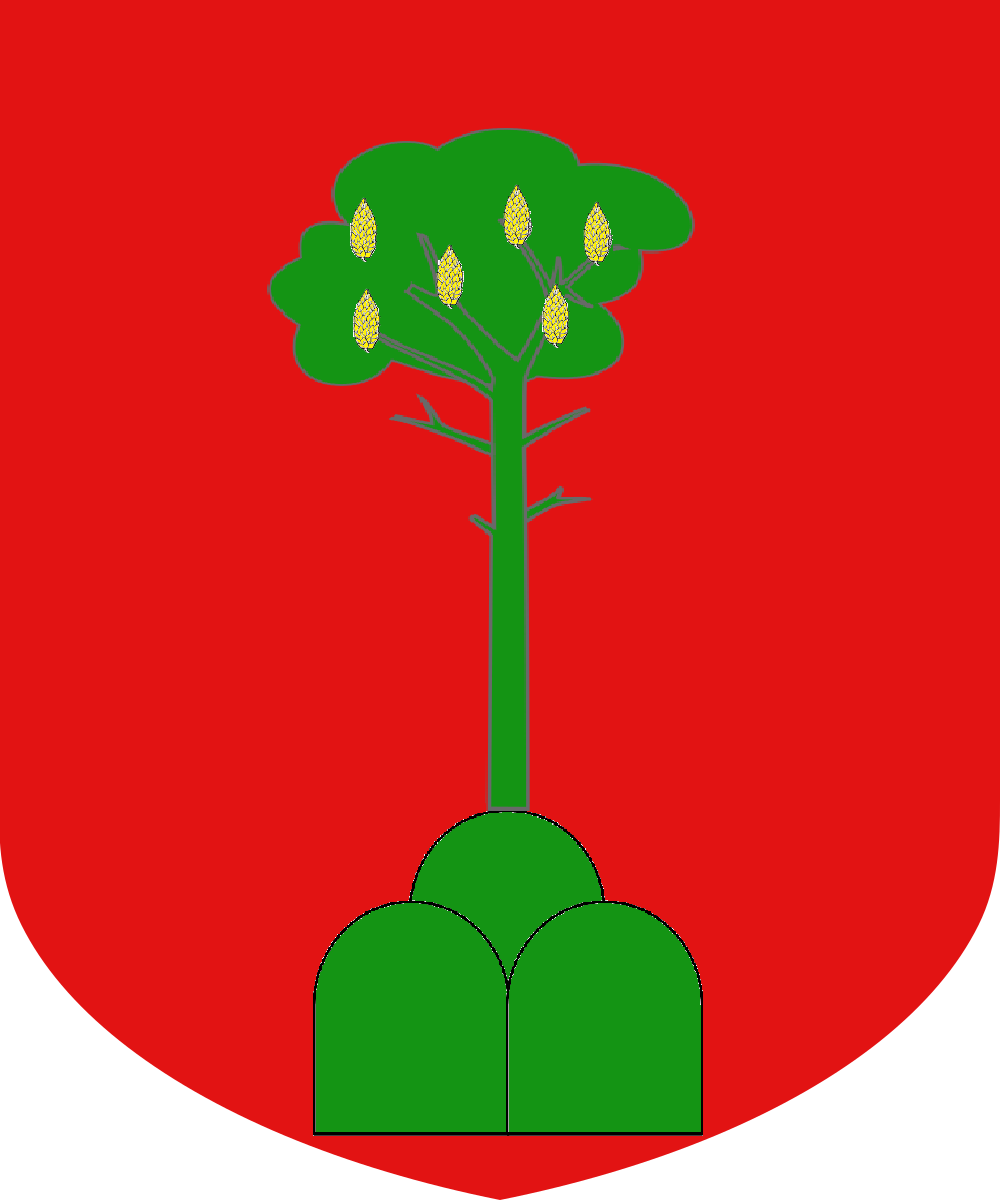
armes des Pindemonte

Les armes des Pindemonte se composent de gueules, à un pin de sinople, fruité d'or, posé sur une colline de trois coupeaux du second.